# Jayendrabha av Sambhupura
Jayendrabha av Sambhupura  var regerande drottning av Sambhupura-Chenla (nuvarande Kambodja) vid 700-talets slut.
Hon var dotter till drottning Nrpendradevi av Sambhupura och gifte sig med Khmerrikets kung Jayavarman II. 
Hon efterträdde sin mor Nrpendradevi och efterträddes av sin dotter Jyestha av Sambhupura senast år 803.